# Allium candargyi
Allium candargyi — вид рослин з родини амарилісових (Amaryllidaceae); ендемік Греції.

## Опис
Стеблина 8–20 см. Суцвіття багатоквіткове. Оцвітина було-рожевувата з пурпуруватою серединною жилкою. Листочки оцвітини 4 × 1.5 мм.

## Поширення
Ендемік Греції — острів Лесбос.